# トワイライトゾーンビ（死霊の盆踊り）
『トワイライトゾーンビ（死霊の盆踊り）』は、QP-CRAZYの1stアルバム。「Jim Foetus」に送りつけ絶賛されたのはこのアルバム。 限定800枚。

## 解説
- アルバムタイトルは「史上最低のハリウッド映画」とも言われるエド・ウッドのカルトホラー『死霊の盆踊り』から。
- リリース時、自らのサウンドを「インダストリアル・オーバーヒート・スプラッター・パンク」と名乗っていた。
- ブックレット写真のステージをビニールで囲まれた中で歌う血まみれのクレイジーは1995年に行われた「流血シャワーギグ」のもの。

## 収録曲
1. 侍頭（サムライヘッド）
　（作詞：クレイジーSKB / 作曲：QP-CRAZY）
2. バミューダトライアングルラブレター
　（作詞：クレイジーSKB / 作曲：プロレタリアート本間）
3. 原死炉苦ディスコ
　（作詞：クレイジーSKB / 作曲：QP-CRAZY）
原子炉で作動するディスコが未来の世界に完成し、踊っている人は放射能の恐ろしさを知らずに溶けていくという曲。曲中に出てくる"アトミックボム"とは原子爆弾。トゥーリアは1988年に六本木ディスコ照明落下事故を起こしたディスコ。
4. トワイライトゾーンビ（死霊の盆踊り）
　（作詞：クレイジーSKB / 作曲：ツージィ～Q）
5. 9インチの唾液風呂
　（作詞：クレイジーSKB / 作曲：プロレタリアート本間&ツージィ～Q）
6. 丑三つ病院
　（作詞：クレイジーSKB / 作曲：ツージィ～Q）
後に『悪魔の毒々新録ワースト』、『平成暗イ死ス』でも再録されたQPの代表曲。2008年には"丑三つ病院"の名前でシークレットライブが行われた。
7. DIGITAL魂
　（作詞：クレイジーSKB / 作曲：ツージィ～Q）
8. ペンギンキラー症
 （作詞：クレイジーSKB / 作曲：プロレタリアート本間）
9. ハラキリアナライザー（切腹解剖分析）
　（作詞：クレイジーSKB / 作曲：プロレタリアート本間）
10. ドーナッツテラー
　（作詞：クレイジーSKB / 作曲：ツージィ～Q）
11. キッドカット（小人斬り）
 （作詞：クレイジーSKB / 作曲：プロレタリアート本間）
12. トイズアーミー
　（作詞：クレイジーSKB / 作曲：QP-CRAZY）
友引の夜に何処からともなくやって来るおもちゃの兵隊の殺し屋。
13. アストラル催眠スクリプト
 （作詞：クレイジーSKB / 作曲：プロレタリアート本間）
33分近くもある長い曲で、28分に渡るSEの後ようやく曲が始まる。長いSEは催眠状態に持って行く為のプロローグの為とのこと。歌詞の冒頭に出てくる「睡眠学習Dr.キャッポー」とは1970年代に流行した指に特殊な周波数を流し、集中力を上げる学習マシンと、「SLシータップDX」という暗記したいことを朗読したテープを流し、寝ている間に覚えられるという睡眠学習枕からきている。

## 参加ミュージシャン
- クレイジーSKB - デッドリースクリーマー
- プロレタリアート本間 - メカニカルバイオサウンド・サンプリング&パフォーマンス
- ツージィ～Q - オクトパシーベースギター
- キラーフラワーショー - パンジードラムファイヤー